# Edward Ullendorff
Edward Ullendorff (Berlino, 25 gennaio 1920 – Oxford, 6 marzo 2011) è stato un linguista britannico.
Fu un'eminente figura negli studi sull'Etiopia e fornì un valido contributo allo studio delle lingue semitiche.

## Biografia
Di origini ebraiche, Ullendorff fu istruito presso il Gymnasium zum Grauen Kloster di Berlino, quindi a Gerusalemme frequentò l'Università Ebraica di Gerusalemme e infine studiò presso quella di Oxford.
Fu dapprima lettore e poi professore di lingue semitiche presso l'Università di St. Andrews (1950-59), quindi professore della stessa materia presso l'Università di Manchester (1959-64). Dal 1964 al 79 insegnò cultura etiopica alla Scuola di studi africani e orientali, facente parte dell'Università di Londra, e dal 1979 al 1982 insegnò quivi Studi Semitici. Nel 2011, prima di morire, divenne Professore emerito della Scuola di studi africani e orientali di Londra.

## Riconoscimenti
Nel 1971 Ullendorff fu presidente della Society for Old Testament Study (Società per lo studio dell'Antico Testamento).
La British Academy ha istituito la "Edward Ullendorf Medal", per premiare annualmente, da 2012, gli studenti che si dono distinti negli studi e hanno ottenuto risultati nel campo delle lingue semitiche e degli studi sull'Etiopia

## Opere scelte
(in lingua inglese salvo diverso avviso)
- Exploration and Study of Abyssinia. A brief survey
- The Semitic Languages of Ethiopia. A Comparative Phonology (1955)
- An Amharic Chrestomathy (1965)
- The challenge of Amharic (1965) An inaugural lecture delivered on 28 October 1964
- The Ethiopians: An Introduction to Country and People (1966)
- Ethiopia and the Bible (1968) Schweich Lectures on Biblical Archaeology of The British Academy (1967)
- Some early Amharic letters. Bulletin of the School of Oriental and African Studies 35.2:229-270. (1972)
- Is Biblical Hebrew a Language? (1977)
- Autobiography of Emperor Haile Selassie of Ethiopia (1978), translator
- The Amharic Letters of Emperor Theodore of Ethiopia to Queen Victoria and Her Special Envoy (1979), with David L. Appleyard, Girma-Selassie Asfaw
- The Hebrew Letters of Prester John (1982), with C. F. Beckingham.
- A Tigrinya Chrestomathy (1985)
- The Two Zions : Reminiscences of Jerusalem and Ethiopia (1989)
- From Emperor Haile Selassie to H. J. Polotsky Collected Papers IV: An Ethiopian and Semitic Miscellany
- From the Bible to Enrico Cerulli A Miscellany of Ethiopian and Semitic Papers
- Hebraic- Jewish Elements in Abyssinian (Monophysite) Christianity (1956)